# Iringal
Iringal är en ort i Indien.   Den ligger i distriktet Kozhikode och delstaten Kerala, i den södra delen av landet, 1 900 km söder om huvudstaden New Delhi. Iringal ligger 25 meter över havet och antalet invånare är 24 318.
Terrängen runt Iringal är platt. Havet är nära Iringal åt sydväst. Runt Iringal är det mycket tätbefolkat, med 1 135 invånare per kvadratkilometer. Närmaste större samhälle är Vadakara, 5,7 km nordväst om Iringal. I omgivningarna runt Iringal växer i huvudsak städsegrön lövskog.